# Salut c'est cool
Salut c'est cool is een Franse muziekgroep uit Parijs bestaande uit 4 artiesten. Ze staan bekend om hun grappige, "foute" en eclectische kostuums en optredens. Ze presenteren een vorm van electro-punk of variëteit-techno.
Ze zijn voornamelijk bekend in Frankrijk en België, maar hebben ook opgetreden in Canada, Duitsland, Italië, Zwitserland, China en Slowakije.
De groep bestaat uit Martin Gugger, James Darle (oud-lid van "10 minutes à perdre"), Louis Donnot en Vadim Pigounides. Er was een vijfde lid, Romain Pinsard, die gestopt is in de zomer van 2013.

## Discografie
- 2011: Le very best of
- 2012: Le deuxième album
- 2013: Lot de fichiers
- 2014: Reprises
- 2015: Mon premier EP
- 2015: Sur le thème des grandes découvertes (twee cd's)
- 2017: Les Indes Galantes
- 2019: Maison